# Milena Gabanelli
Milena Jole Gabanelli (Nibbiano, 9 giugno 1954) è una giornalista, autrice televisiva e conduttrice televisiva italiana.
Ha collaborato come libera professionista con la Rai in programmi televisivi di inchiesta e successivamente con il Corriere della Sera, dove cura Dataroom, e LA7.

## Biografia
Ha vissuto fino a 19 anni a Desio, in Brianza, si è poi trasferita a Bologna, dove si è laureata al DAMS con una tesi in Storia del cinema. Collabora con la Rai dal 1982, iniziando con la realizzazione di programmi di attualità per la terza rete regionale. Sempre nel 1982 partecipa al Festival del Cinema di Venezia con il documentario A Jean Eustache sul regista francese Jean Eustache.
Nei primi anni novanta Milena Gabanelli partecipa all'introduzione in Italia dei nuovi canoni del videogiornalismo, lavorando da sola con una videocamera portatile, che crea uno stile più diretto nelle interviste e in generale nel modo di fare programmi televisivi. Nel 1999 svolge l'esame di stato per diventare giornalista professionista, ma non lo supera perché bocciata all'orale. Per questo ancora oggi è soltanto una giornalista pubblicista.

### Speciale Mixer
Nel 1989 inizia la collaborazione per la trasmissione di Giovanni Minoli Speciale Mixer. Il suo primo lavoro è la Cina delle zone economiche speciali (1989), poi c'è il Vietnam, la Cambogia. Nel 1990 realizza un reportage sull'isola Pitcairn, dove vivono tuttora i discendenti degli ammutinati del Bounty, dove risiede per un mese. Poi c'è l'India dei venditori di reni, i deformi di Semipalatinsk (in Kazakistan, dove per 40 anni si sono fatti i test atomici), la yakuza giapponese.

### Inviata di guerra
Come inviata di guerra Milena Gabanelli si è recata in varie regioni del mondo dove vi erano conflitti armati per documentare le atrocità commesse e la vita difficile dei sopravvissuti. Tra queste: ex Jugoslavia, Cambogia, Vietnam, Birmania, Sudafrica, Nagorno Karabakh, Mozambico, Somalia, Cecenia. Sua è una biografia del generale Võ Nguyên Giáp, raccontata da lui medesimo nel 1998.

### Effetto Video8 Professione reporter
Nel 1994 Giovanni Minoli le offre di occuparsi di un programma sperimentale su Rai 2 Effetto Video8 - Professione reporter, che fino al 1996 manda in onda i servizi realizzati dai neo-videogiornalisti. Il programma ha metodi produttivi particolari: usa in parte mezzi interni (per la progettazione e l'edizione del programma) e mezzi esterni, cioè l'acquisto dei servizi da autori freelance, che si pagano le spese e lavorano in modo autonomo, pur sotto la supervisione di responsabili della Rai.

### Report

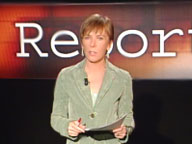
Milena Gabanelli durante una puntata di Report

Nel 1997 nasce Report, in onda su Rai 3, all'epoca diretta da Giovanni Minoli, di cui è autrice e conduttrice. Negli anni il programma è diventato il più noto format di giornalismo investigativo in Italia. Affronta soprattutto temi di carattere economico, ma anche argomenti legati alla salute, alla giustizia, inefficienze dei servizi pubblici, e di questioni legate al crimine organizzato: ecomafia, servizi segreti, etc.
La trasmissione è stata anche soggetta a querele a causa dei delicati argomenti trattati.
I giornalisti di Report sono Sabrina Giannini, Bernardo Iovene, Sigfrido Ranucci, Stefania Rimini, Roberto Pozzan, Giuliano Marrucci, Paolo Mondani, Giovanna Boursier, Michele Buono, Emilio Casalini, Luca Chianca, Emanuele Bellano, Claudia di Pasquale, Giorgio Mottola, Giulio Valesini.
Tra i problemi più grandi che ha avuto per le sue inchieste giornalistiche con Report vi fu la polemica con le Ferrovie dello Stato, che le chiesero danni per 60 miliardi di lire. Il 28 novembre 2016 conduce la sua ultima puntata di Report e, congedandosi con il pubblico, annuncia che dall'anno seguente sarà il suo co-autore Sigfrido Ranucci a condurre il programma.
La conduzione di Report per molti anni le ha dato molta popolarità. Nell'aprile del 2013 è stata la più votata nella consultazione interna agli iscritti del Movimento 5 Stelle al fine di individuare il loro candidato alla Presidenza della Repubblica Italiana. Esprimendo il desiderio di continuare ad esercitare la professione da giornalista, decide perciò di rinunciare alla candidatura.

### Collaborazione colCorriere della Serae LA7
Nel 2017 si dimette dalla Rai per disaccordo sul suo ruolo di giornalista per l'azienda. Inizia una collaborazione col Corriere della Sera, per il quale cura una rubrica intitolata Dataroom, ed è editorialista di Sette. Nel settembre 2018 inizia la sua collaborazione con il TG LA7 condotto da Enrico Mentana: ogni lunedì viene ripresa una puntata di Dataroom e il conduttore le fa alcune domande sul tema affrontato; i due media fanno parte dello stesso gruppo editoriale controllato da Urbano Cairo.

## Opere
- Brigitte Bardot, con Alessandra Mattirolo, Roma, Gremese, 1983. ISBN 88-7605-093-0.
- Prefazione a Alessandra Comazzi, Le inchieste di Report. Le mani sulla salute, Roma-Milano, Rai-Eri-Sperling & Kupfer, 2002. ISBN 88-200-3279-1.
- Le inchieste di report, con DVD, Milano-Roma, BURsenzafiltro-Rai Trade, 2005. ISBN 88-17-00876-1.
- Cara politica. Come abbiamo toccato il fondo, con Giovanna Boursier, Sabrina Giannini e Bernardo Iovene, con DVD, Milano, BUR, 2007. ISBN 978-88-17-01929-3.
- Ecofollie. Per uno sviluppo (in)sostenibile, con Paolo Mondani, Sigfrido Ranucci, Piero Riccardi, con DVD, Milano-Roma, BURsenzafiltro-Rai Trade, 2009. ISBN 978-88-17-02377-1.

## Riconoscimenti
- 2000 - Premiolino
- 2001 - Premio Ilaria Alpi
- 2002 - Premio Ilaria Alpi (conferito dalla critica)
- 2002 - Premio Mario Francese, consegnato a Palermo dall'ordine dei giornalisti
- 2003 - Premio Flaiano - consegnato a Pescara
- 2003 - Premio giornalistico Roberto Ghinetti, assegnatole a San Miniato
- 2003 - Premio Rocco Chinnici
- 2005 - Premio INU, in occasione del XXV Congresso Nazionale dell'INU (Infrastrutture, Città e Territori)
- 2005 - Premio Saint Vincent, assegnatole dall'ex Presidente della repubblica Carlo Azeglio Ciampi
- 2005 - Zolfanello d'oro dal Sindaco di Dogliani
- 2006 - UN VA A ZEZZ 2006 Riolo Terme riconoscimento da AVIS e PRO LOCO
- 2007 - Premio Max David per l'inviato speciale, organizzato dalla Associazione Max David per il Giornalismo
- 2007 - Premio Città di Sasso Marconi per la comunicazione e il diritto di cittadinanza
- 2007 - Premio Martinetto (conferito dall'Accademia delle Scienze di Torino)
- 2008 - Premio "È giornalismo"[23]
- 2008 - Premio Bravo Presentatore
- 2008 - Rinuncia al Premio per la Comunicazione legato al Premio Letterario Internazionale Mondello, Città di Palermo, con le seguenti motivazioni: "Vorrei cedere il premio che il Rettore della Università Iulm intende conferirmi ad una collega più giovane e molto meritevole." E così a Sabrina Giannini verrà assegnato il Premio per la Comunicazione e a Milena Gabanelli il Premio Speciale del Presidente della Giuria, Giovanni Puglisi.[24]
- 2009 - Premio Bravo Presentatore
- 2009 - Premio Luigi Barzini conferito il 9 maggio ad Orvieto[25]
- 2010 - Premio Venere Donna 2010, Portovenere
- 2010 - Premio Trabucchi alla Passione Civile, Illasi (VR)
- 2011 - Premio Pio Manzù, Rimini. Presieduto da Mickhail Gorbaciov
- 2011 - Premio Fionda di Legno conferito ad Albenga
- 2012 - X Premio Reporteros del Mundo, Madrid
- 2013 Premio Internazionale "G. Falcone - P. Borsellino" - Sezione impegno sociale (per il giornalismo di inchiesta)